# Fun’ya no Yasuhide

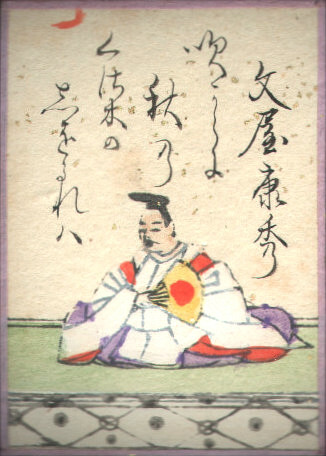
Fun’ya no Yasuhide

Fun’ya no Yasuhide (japanisch 文屋 康秀, alternative Schreibung: 文琳; * Geburtsdatum unbekannt; † 885?) war ein japanischer Dichter und Adliger der Heian-Zeit. Er gehört zu den Sechs besten Waka-Dichtern und zu den Sechsunddreißig Unsterblichen der Dichtkunst des Mittelalters.
Fünf seiner Gedichte wurden in das Kokinshū, ein weiteres in die Sammlung Goshūi wakashū aufgenommen. Außerdem findet sich eines seiner Gedichte im Ogura Hyakunin Isshu.
Sein Sohn war der Dichter Fun’ya no Asayasu.